# Foerschichthys flavipinnis
Foerschichthys flavipinnis es una especie de pez de agua dulce de la familia de los notobránquidos, la única del género monotípico Foerschichthys.

## Morfología
Los machos pueden alcanzar los 3,5 cm de longitud total.

## Distribución geográfica
Se encuentran en África: Ghana, Togo, Benín y Nigeria.